# SAGA GIS
SAGA (acrónimo inglés de System for Automated Geoscientific Analyses o Sistema para Análisis Automatizados Geocientíficos en español) es un software híbrido de información geográfica (véase Sistemas de Información Geográfica). 
El primer objetivo de SAGA es dar una plataforma eficaz y fácil para la puesta en práctica de métodos geocientíficos mediante su interfaz de programación (API). El segundo es hacer estos métodos accesibles de una manera fácil. Esto se consigue principalmente mediante su interfaz gráfica de usuario (GUI). Juntos, API Y GUI son el verdadero potencial de SAGA: un sistema cada vez mayor y rápido de métodos geocientíficos.